# Simocephalus congener
Simocephalus congener är en kräftdjursart som först beskrevs av Koch 1841.  Simocephalus congener ingår i släktet Simocephalus och familjen Daphniidae. Arten är reproducerande i Sverige. Inga underarter finns listade i Catalogue of Life.